# Santa Chiara a Vigna Clara (titre cardinalice)
Le titre cardinalice de Santa Chiara a Vigna Clara est érigé par le pape Paul VI le 29 avril 1969 et rattaché à l'église Santa Chiara a Vigna Clara (it) dans le quartier Della Vittoria dans l'ouest de Rome.

## Titulaires
- Gordon Joseph Gray (1969-1993)
- Vinko Puljic (1994-)